# キッチナー線
キッチナー線(Kitchener line)は、GOトランジットの1路線であり、1974年に開業した。トロントとキッチナーを結ぶ路線である。ユニオン駅からブロア駅、ウェストン駅を経由し、さらにトロント国際空港方面への分岐点までは、ユニオン・ピアソン・エクスプレスと併走している。

## 歴史
- 1974年：レイクショア線に次ぐGOトレイン2番目の路線として開業。(ジョージタウン線)
- 1974年4月29日：ブランプトンからユニオン駅への運転を開始する。
- 1990年10月29日-1993年7月2日：ジョージタウンからゲルフへ延長する。
- 2011年12月19日：キッチナーへ延長し、キッチナー線に路線名を改称。
- 2021年10月18日：ロンドンまでの区間を実験的に延長運転開始。平日1往復運行。
- 2023年10月23日：ロンドンまでの区間の実験的延長運転が終了。

## 運行本数
以下のとおり。このうち、ユニオン駅とブロア駅、ウェストン駅までの区間はユニオン・ピアソン・エクスプレスが終日15分間隔で運行されている。土曜、日曜、祝日も運行。ロンドンまでの区間は社会実験として平日1往復運転していたが、2023年10月23日に運行は終了している。
| 駅                     | ユニオン駅行 | ユニオン駅発 |
| ---------------------- | ------------ | ------------ |
| ブラマリー駅           | 24           | 25           |
| マウントプリーゼント駅 | 18           | 20           |
| キッチナー駅           | 10           | 9            |

## 駅一覧
所在地は基本的に駅名と同じである。*はVIA鉄道と乗換えができる駅を示しています。キッチナー駅からロンドン駅までの区間は社会実験区間。
| 駅名                              | 営業キロ | 接続路線、施設                                                                    | 自治体           | RER計画 |
| --------------------------------- | -------- | --------------------------------------------------------------------------------- | ---------------- | ------- |
| ユニオン駅*                       | 0.0      | ■トロント市地下鉄1号線,■GOトレイン全線 ■ユニオン・ピアソン・エクスプレス, VIA鉄道 | トロント         | ○       |
| ブロア駅                          | 6.2      | ■トロント市地下鉄2号線(ダンダス・ウェスト駅) ■ユニオン・ピアソン・エクスプレス    | トロント         | ○       |
| マウントデニス駅 (2024年開業予定) |          | ■トロント市地下鉄5号線（予定）                                                    | トロント         | ○       |
| ウェストン駅                      | 13.8     | ■ユニオン・ピアソン・エクスプレス                                                 | トロント         | ○       |
| エトビコ・ノース駅(エトビコ北駅)  | 17.7     |                                                                                   | エトビコ         | ○       |
| マルトン駅*                       | 23.7     |                                                                                   | ミシサガ         | ○       |
| ブラマリー駅                      | 29.8     |                                                                                   | ブランプトン     | ○       |
| ブランプトン駅*                   | 35.9     | ヒューロンタリオ・メイン LRT,ブランプトン・トランジット                           | ブランプトン     |         |
| マウントプリーゼント駅            | 40.6     |                                                                                   | ブランプトン     |         |
| ジョージタウン駅*                 | 48.9     |                                                                                   | ジョージタウン   |         |
| アクトン駅                        |          |                                                                                   | アクトン         |         |
| ゲルフ・セントラル駅*             | 80.3     | ゲルフ・トランジット                                                              | ゲルフ           |         |
| キッチナー駅*                     | 102.7    | グランド・リバー交通局, VIA鉄道                                                   | キッチナー       |         |
| ストラトフォード駅*               | 145      | VIA鉄道                                                                           | ストラトフォード |         |
| セントメアリーズ駅*               | 162      | VIA鉄道                                                                           | セントメアリーズ |         |
| ロンドン駅 (オンタリオ州)*        | 197      | VIA鉄道                                                                           | ロンドン         |         |

## 将来計画
2024年以降にブラマリー駅とユニオン駅の間は電化され、「GO Regional Express Rail」(RER)として終日15分間隔での運行となる予定で、急行運転も開始する計画である。2021年10月から2023年10月までロンドンまでの延伸が社会実験されたが、将来的に正式に路線に組入られる可能性もある。